# Банцуола Нуова (Модена)
Банцуола Нуова је насеље у Италији у округу Модена, региону Емилија-Ромања.
Према процени из 2011. у насељу је живело 53 становника. Насеље се налази на надморској висини од 422 м.